# Charles-Henri Bronchard
Charles-Henri Bronchard, né le 15 novembre 1982 à Mâcon, en Saône-et-Loire, est un joueur français de basket-ball. Il évolue aux postes d'ailier fort et de pivot.
Depuis 2023, il entraîne les U18 de la JA Vichy Basket.

## Biographie
Le 21 juin 2011, il signe au SPO Rouen.
Le 29 mai 2012, il signe au Portel. Le 30 août, il est désigné capitaine de l'équipe. Le 2 novembre, lors d'une rencontre contre Bourg-en-Bresse, il se blesse à l'épaule.
Le 18 mars 2013, il resigne pour une saison au Portel.
Le 9 juin 2014, il annonce qu'il refuse un nouveau contrat de deux ans et quitte donc Le Portel.
Il passe la saison 2014-2015 avec l’Élan béarnais et rejoint la JA Vichy-Clermont Métropole Basket pour la saison 2015-2016.
Charles Henri est un joueur de l'équipe de France de basket 3 contre 3.

## Statistiques
| Saison       | Club            | M. | TPM  | Pts  | Tir  | 3-Pts | LF   | Reb. | Pas. | Int. | Ctr. | BP  | F.  |
| ------------ | --------------- | -- | ---- | ---- | ---- | ----- | ---- | ---- | ---- | ---- | ---- | --- | --- |
| 2005-2006    | Mulhouse        | 33 | 17   | 7.6  | 50.8 | 0     | 72.0 | 3.3  | 1.2  | 0.5  | 0.2  | 1.7 | 1.5 |
| 2006-2007    | Mulhouse        | 34 | 31   | 13.4 | 52.5 | 50.0  | 71.5 | 5.7  | 1.8  | 0.4  | 0.1  | 2.0 | 2.2 |
| 2007-2008    | Bourg           | 34 | 17   | 6.1  | 51.4 | 50.0  | 83.9 | 3.5  | 1.1  | 0.3  | 0.2  | 1.2 | 1.9 |
| 2007-2008 PO | Bourg           | 6  | 19   | 7.3  | 69.6 | 75.0  | 81.8 | 2.4  | 0    | 0.5  | 0    | 1.2 | 3.2 |
| 2008-2009    | Bourg           | 34 | 20   | 6.3  | 51.6 | 32.3  | 71.9 | 4.3  | 1.3  | 0.4  | 0.2  | 1.4 | 2.2 |
| 2008-2009 PO | Bourg           | 5  | 27   | 9.6  | 52.6 | 66.7  | 44.4 | 5.8  | 2.0  | 0.2  | 0.8  | 0.8 | 2.2 |
| 2009-2010    | Bourg en Bresse | 34 | 17.8 | 7.5  | 52   | 45    | 72   | 4.4  | 1.1  | 0.5  | 0.1  | 1.2 | 1.9 |
| 2009-2010 PO | Bourg en Bresse | 3  | 22   | 4.3  | 43   | 50    | 00   | 5    | 1    | 0    | 0    | 3.3 | 3   |
| 2010-2011    | Saint-Vallier   | 34 | 28.1 | 11.6 | 50   | 30    | 63   | 5.8  | 1.9  | 0.9  | 0.1  | 2.1 | 2.4 |
| 2011-2012    | Rouen           | 34 | 23.4 | 11.1 | 50   | 50    | 75   | 4.9  | 1.2  | 0.3  | 0.2  | 1.5 | 2.2 |
| 2012-2013    | Le Portel       | 30 | 23   | 10.5 | 50.9 | 34.8  | 74   | 4.3  | 1.1  | 0.5  | 0.2  | 1.7 | 1.5 |
| 2013-2014    | Le Portel       | 44 | 37   | 8.7  | 49.5 | 37.3  | 79.6 | 3.9  | 1.4  | 0.4  | 0.1  | 1.2 | 1.7 |
| 2014-2015    | Pau-Lacq-Orthez | 32 | 13,2 | 4,1  | 37,8 | 28,2  | 79,5 | 2,6  | 0,7  | 0,5  | 0,1  | 1   | 0,9 |
| 2015-2016    | Vichy-Clermont  | 34 | 30,4 | 11,7 | 51,2 | 25,9  | 80,7 | 4,8  | 1,8  | 0,7  | 0,4  | 1,8 | 2,4 |
| 2016-2017    | Vichy-Clermont  | 33 | 30,7 | 14,7 | 50,9 | 49,1  | 78,3 | 5,5  | 2,4  | 0,8  | 0,6  | 1,6 | 2,2 |
| 2017-2018    | Vichy-Clermont  | 34 | 30   | 12,8 | 48   | 37,9  | 78,1 | 4,2  | 2,3  | 0,5  | 0,5  | 1,7 | 2,1 |
| 2018-2019    | Vichy-Clermont  | 34 | 26,2 | 11,1 | 44,7 | 42,1  | 66,3 | 4,3  | 1,7  | 0,5  | 0,5  | 1,2 | 1,7 |

## Palmarès
- Open de France 3x3 2018
- aux Championnats du monde de basket-ball 3x3 2017

## Records[7]
- 44 d'évaluation contre Clermont le 10 avril 2009 (Pro B)
- 28 points marqués contre Saint Chamond le 30 avril 2005 (NM1)
- 25 points marqués contre Clermont le 10 avril 2009 (Pro B)
- 20 rebonds pris contre Clermont le 10 avril 2009 (Pro B)
- 10 rebonds offensifs pris contre Clermont le 10 avril 2009 (Pro B)
- 7 passes décisives délivrées contre Roanne le 9 mai 2017 (Pro B)
- 3 interceptions réalisées contre Lille 8 janvier 2011 (Pro B)
- 3 contres effectués contre Roanne le 9 mai 2017 (Pro B)
- 6 pertes de balle contre Boulogne-
sur-mer le 14 décembre 2012 (Pro B)